# Parinacochas
Parinacochas is een provincie in de regio Ayacucho in Peru. De provincie heeft een oppervlakte van  5.968 km² en telt 33.242 inwoners (2015). De hoofdplaats van de provincie is het district Coracora.

## Bestuurlijke indeling
De provincie Parinacochas is verdeeld in acht districten, UBIGEO tussen haakjes:
- (050702) Chumpi
- (050701) Coracora, hoofdplaats van de provincie
- (050703) Coronel Castañeda
- (050704) Pacapausa
- (050705) Pullo
- (050706) Puyusca
- (050707) San Francisco de Ravacayco
- (050708) Upahuacho

Cangallo · Huamanga · Huanca Sancos · Huanta · La Mar · Lucanas · Parinacochas · Páucar del Sara Sara · Sucre · Víctor Fajardo · Vilcas Huamán